# ネオレゲリア属
ネオレゲリア属（ネオレゲリアぞく、学名: Neoregelia）はアナナスの属の1つ。花茎がごく短くて花が葉の筒の中で咲き、その周囲の葉が美しく色づく。

## 特徴

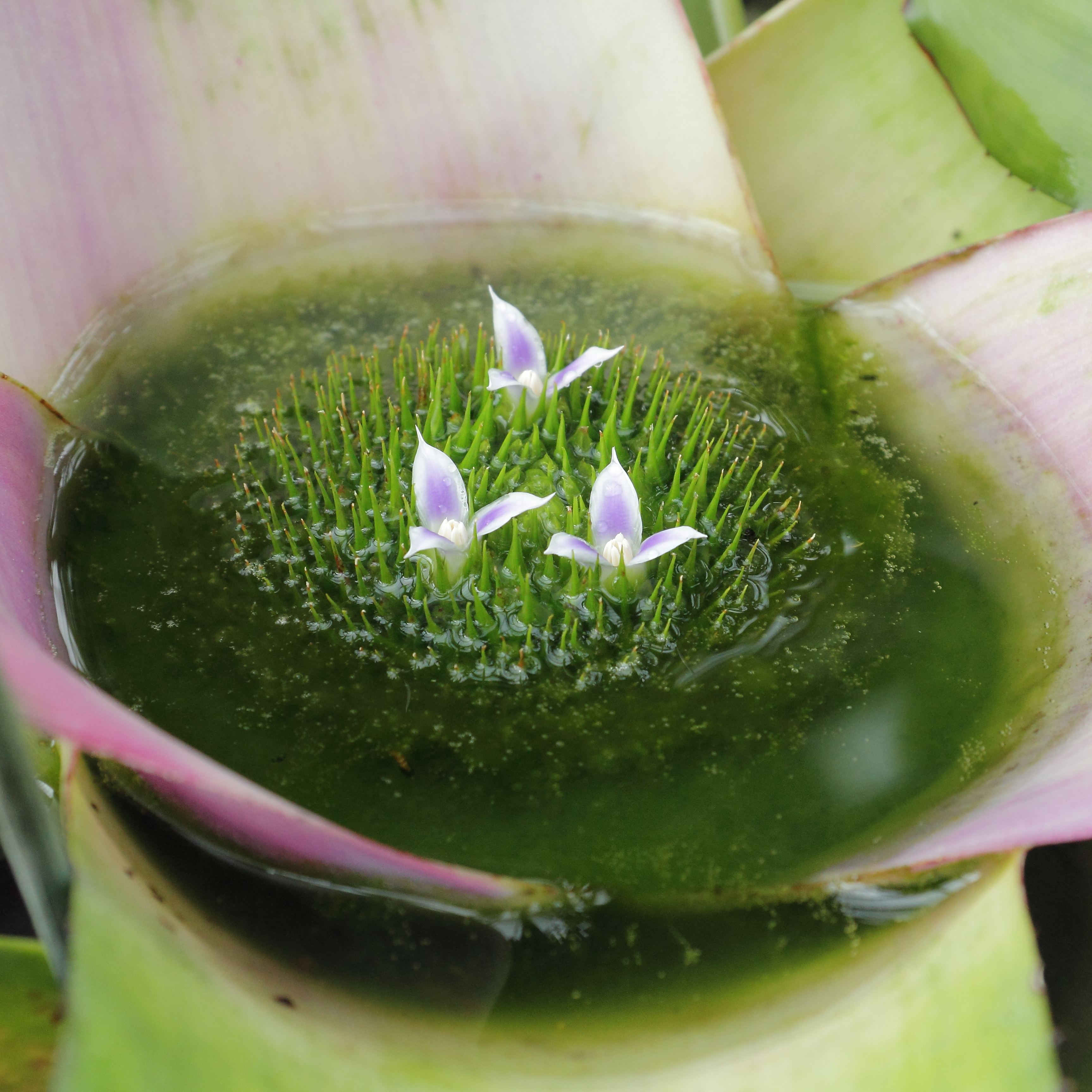
たまった水の中で咲く花
N. concentrica

ほとんどは着生の草本。茎はごく短く、広線形の葉をロゼット状に展開する。葉の基部は幼少となって短い筒状や漏斗状になっている。葉は革状でしなやかな葉質のものが多く、より硬い葉を持つ例もあり、多くは損縁に短くて鋭い棘を持つ。また葉の形は樋状で反り返る例が多い。葉は緑で、そこ上に斑紋などを示すものもある。裏面は多くの例では緑色無地だが、ここにも斑紋を示す例や白いロウ状物質に覆われる例もある。
花は円錐状、あるいは総状花序であるが茎がごく短く頭状に集まり、葉の筒の中に埋もれるように咲く。3個の萼片は基部で互いに合着し、花弁もまた基部で合着し、その色は白か淡紫色、あるいは淡青色を示す。雄しべは6個で花弁の基部から出る。なお、葉の中心近く数枚はその葉鞘に水を貯めるようになっており、花もその水の中で育ち、水面から出て開花する。また開花時にはそれを囲む数枚の葉が、特にその下半分が鮮やかな色に着色する。
果実は液果。
学名はサンクトペテルブルクの植物園長であったエドゥアルト・アウグスト・フォン・レーゲル (E. A. von Regel 1815-92)にNeos（新しい）をつけたものである。当初は1934年にライマン・ブラッドフォード・スミスにより Regelia と命名されたが、これは1843年にフトモモ科の植物の学名として既に用いられていたため再命名された。

## 分布と種
約70種が知られる。ブラジル東部の熱帯雨林に分布の中心があり、コロンビア東部とペルー東部にも少数の種が知られる。
代表的なものを以下に挙げる。
- Neoregelia
  - N. ampullacea
  - N. carolinae
  - N. chlorosticta
  - N. concentrica
  - N. farinosa
  - N. macahensis
  - N. macrocepala
  - N. marmorata
  - N. pineliana
  - N. rosea
  - N. spectabilis
  - N. wilsoniana
  - N. zonata

## 利用

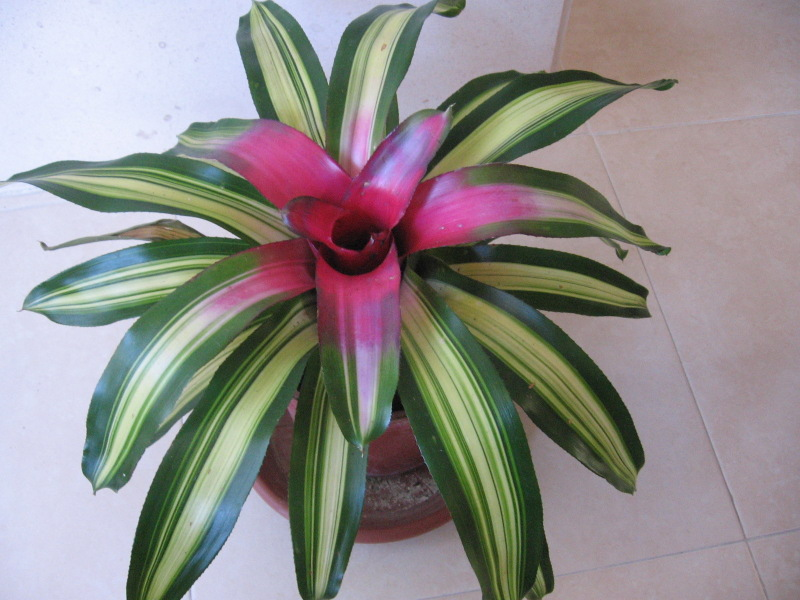
カロリネー「トリカラー」

観賞用に栽培される。本属では花そのものは地味であるが、葉と、特に開花期に中心の葉が多様な色彩に着色し、それが何ヶ月も維持されるために鑑賞価値が高い。園芸用に作出された品種もある。
もっともよく栽培されているのはカロリネー N. carolinae で、開花期に中心部が深紅色に着色し、白覆輪の青い花を咲かせる。さらに葉に白い縞が入る品種トリカラー f. tricolor はよく光を当てると葉全体がピンクを帯び、とても美しい。よく普及しているために学名の略称でネトリと呼ばれることもある。
また本属と他属の間の属間雑種も作られ、以下のようなものが知られる。
- ×Neolarium  (×Nidularium)
- ×Neomea (×Aechmea　サンゴアナナス属)
- ×Nephytum (×Orthophytum)
- ×Neotanthus (×Cryptanthus　ヒメアナナス属)